# SinB
Hwang Eun-bi (em coreano:  hangul: 황은비; hanja: 黃恩妃; rr: Hwang Eun-bi; Cheongju, Chungcheong do Norte, Coreia do Sul, 3 de junho de 1998), mais frequentemente creditada pelo seu nome artístico SinB (em coreano:  hangul: 신비; hanja: 信飛; rr: Sinbi), é uma cantora e dançarina sul-coreana. Ela é popularmente conhecida por ter sido integrante do grupo feminino sul-coreano GFriend, formado pela Source Music em 2015.

## Início de vida
Sinb nasceu em Cheongju, Chungcheong do Norte, Coreia do Sul. Em 2007, ela foi destaque no Star King com sua equipe de dança. Ela foi anteriormente uma trainee da BigHit Entertainment, juntamente com Eunha e treinou durante 4 anos antes de estrear no GFriend. Ela se formou na Escola de Artes Performáticas de Seul, em 7 de fevereiro de 2017, juntamente com Umji, com especialização em Dança.

## Carreira
Em janeiro de 2015, SinB estreou como integrante do girlgroup GFriend, com a faixa "Glass Bead".
Pouco depois de estrear, em agosto de 2015, SinB estrelou em um show infantil chamado "Larva and Friends In My Embrace" como Shawing.
Alguns meses depois, GFriend lançou seu segundo single, intitulado "Me Gustas Tu". Durante o programa de promoção da música, enquanto se apresentava num palco escorregadio, as integrantes do GFriend caíram oito vezes e receberam muita atenção internacional. Seu próximo single "Rough" ganhou um total de 15 troféus em programas de músicas. E depois disso, "Navillera", que foi lançado em julho de 2016 e ganhou 14 vezes. Dando ao GFriend, 29 troféus em um ano. Isto fez-lhes o primeiro girl group de K-Pop e o segundo grupo na história do K-Pop à ganhar inúmeros troféus em programas de músicas em um único ano.
Em 24 de julho de 2016, enquanto GFriend estava realizando "Navillera" no SBS Inkigayo, SinB teve um ombro deslocado. Apesar da dor, Sinb continuou a dançar, enquanto segurava a mão esquerda atrás das costas durante o desempenho, o que os fãs elogiaram seu profissionalismo.
Em novembro de 2016, SinB de repente desmaiou no palco enquanto cantava "Mermaid" na Jeonbuk University. Mais tarde, Source Music explicou que "O hospital confirmou que não há nada de errado com ela, e que a razão que ela desmaiou foi devido a tonturas repentinas."

## Discografia

### Trilhas sonoras
| Data | Título                   | Álbum                                  | Show                            |
| ---- | ------------------------ | -------------------------------------- | ------------------------------- |
| 2015 | "The Fairies In My Arms" | The Fairies In My Arms OST             | Larva and Friends In My Embrace |
| 2015 | "I'll Be There"          | The Fairies In My Arms OST             | Larva and Friends In My Embrace |
| 2016 | "Confession" ft. SiJin   | Cinderella and Four Knights OST Part 3 | Cinderella and Four Knights     |

## Filmografia

### Apresentadora de TV
| Ano  | Data            | Canal      | Show                                   | Nota(s)                            |
| ---- | --------------- | ---------- | -------------------------------------- | ---------------------------------- |
| 2015 | 21 de março     | MBC        | Show! Music Core                       | Especial MC com Kim So Hyun e Zico |
| 2016 | 23 de fevereiro | SBS MTV    | The Show                               | Especial MC com Yerin e KangIn     |
| 2016 | 12 de abril     | SBS MTV    | The Show                               | Especial MC com Yerin              |
| 2016 | 4 de maio -     | MBC every1 | Weekly Idol                            | Idol is Perfect segmento           |
| 2016 | 16 de julho     | MBC        | Show! Music Core                       | Especial MC                        |
| 2016 | 15 de setembro  | MBC        | 2016 Idol Star Athletics Championships | For Men Archery segmento           |

### Show de variedades
| Ano  | Data                              | Canal      | Show                         | Nota(s)                           |
| ---- | --------------------------------- | ---------- | ---------------------------- | --------------------------------- |
| 2007 | 2 de novembro                     | SBS        | Star King                    | Pré-debut com sua equipe de dança |
| 2015 | 28 de janeiro                     | Mnet       | Moon Hee Jun's Pure 15+      | Com Umji                          |
| 2015 | 19 de fevereiro e 20 de fevereiro | MBC        | 2015 Idol Star Championships | Com Yerin                         |
| 2015 | 21 de março                       | MBC        | Music Idol True Colour       | Com Yerin                         |
| 2015 | 23 de dezembro                    | MBC every1 | Weekly Idol                  | Xmas Special com Yuju e Yerin     |
| 2016 | 22 de fevereiro                   | KBS2       | Hello Counselor              | Com Yuju                          |
| 2016 | 12 de abril e 10 de maio          | SBS        | New StarKing                 | Com Yuju e Yerin                  |
| 2016 | 23 de junho                       | Mnet       | Would you like girls         | Destaque no My Cosmic Diary       |
| 2016 | 13 de agosto                      | MBC        | We Got Married               | Convidada                         |
| 2016 | 5 de outubro                      | SBS        | People Looking for a Laugh   | Com Yerin e Yuju                  |
| 2016 | 17 de dezembro                    | KBS2       | Entertainment Weekly         |                                   |
| 2017 | 20 de março                       | KBS2       | Hello Counselor              | Com Umji                          |

### Show infantil
| Ano       | Data                       | Canal | Show                            | Papel   | Nota         |
| --------- | -------------------------- | ----- | ------------------------------- | ------- | ------------ |
| 2015-2016 | 11 de agosto - 23 de março | MBC   | Larva and Friends in My Embrace | Shawing | 30 episodios |

### Rádio
| Ano  | Data            | Estação      | Show                        | Nota(s)                   |
| ---- | --------------- | ------------ | --------------------------- | ------------------------- |
| 2015 | 22 de fevereiro | SBS Power FM | Kim Chang Ryul's Old School | Com Yujue Sowon           |
| 2016 | 19 de agosto    | SBS Power FM | Lee Guk Joo's Young Street  | Com Yuju como DJ especial |

### Aparições em videoclipes
| Ano  | Video clipe   | Artista        | Nota        |
| ---- | ------------- | -------------- | ----------- |
| 2015 | "Sweetie Pie" | Lee Seung Hwan | Com GFriend |

### Especial stage
| Ano  | Data         | Canal | Show              | Música   | Nota(s)                                                  |
| ---- | ------------ | ----- | ----------------- | -------- | -------------------------------------------------------- |
| 2016 | 24 de junho  | KBS2  | Music Bank        | Loving U | Com Elkie (CLC), Tzuyu (TWICE) e Jihyo (TWICE)           |
| 2017 | 2 de janeiro | KBS   | KBS Song Festival | Be Mine  | Com Seulgi (Red Velvet), Momo (TWICE), Yoojung e Chungha |